# Gurani jezik
Gurani jezik (ISO 639-3: hac; gorani, hawramani, hawrami, hewrami, macho), zapadnoiranski jezik kojim govori istoimeni narod Gurani u Iraku (21 100; 2000) i Iranu (22 900; 2000). Etnički se sastoje od više podskupina među kojima Bajelani i Hawrami koje govore srodnim jezicima; Bajelani jezikom bajelani [bjm]. Guranski je podklasificiran jezičnoj podskupini zaza-gorani.
Postoji više dijalekata: kakai (macho), hawraman-i luhon, hawraman-i taxt, kandula, gawhara, gurani (gorani).

## Vanjske poveznice
- Ethnologue (14th)
- Ethnologue (15th)